# 弘农杨氏
弘农杨氏，是中国中古时代以弘农郡为郡望的杨姓士族。据《通志·氏族略》记载弘农杨氏或源于春秋羊舌氏后裔，是叔向之后。其始祖为西汉时人杨敞，为汉昭帝时丞相，史学家司马迁女婿，后代杨宝是西汉末、东汉初，传习欧阳派《尚书》的经学学者。杨宝之子杨震，人称“关西孔子”，东汉太尉。其后裔杨秉，杨赐，杨彪皆为东汉太尉，时人称其“四世太尉”。

## 姓源
据《氏族志》记载有可能源于春秋时期晋国羊舌氏。

## 郡望与籍贯
与其他姓氏士族类似，历经数代，不著故里，仍以弘农郡华阴县人自称。清华大学历史系主任侯旭东教授认为，高门子弟用来标明其身份地位的郡望多产生于魏晋时代，随着时间的推移，那些州、郡、县名称与隶属关系也不断的变化，到北朝时他们居地的名称难免与旧有的郡望不合，这些名门后代为“高自标置”，仍然抱着旧贯不放，这种风气不仅流行于安顿死者的墓志铭中，世间也是一样，国史正传亦深受影响。《魏书·裴延俊》传称裴延俊为“河东闻喜人”而不是“正平闻喜人”，《魏书·李宝传》称李宝为“陇西狄道人”而不是“武始狄道人”，《魏书·郑羲传》称郑羲为“荥阳开封人”而不是“荥阳苑陵人”，《魏书·阳尼传》称阳尼为“北平无终人”而不是“渔阳无终人”，都是这种例子。而由于州、郡的分合省并, 北魏时杨氏所居的华阴县已不属司州弘农郡，而属华州华山郡，杨氏族人为标明自己的门第，墓志中仍记为“ (司州) 弘农华阴”或“恒农华阴”。

## 房支
- 隋帝房
- 观王房，因为杨士雄在隋朝封观王，号为观王房[2]
- 扶风房
- 原武房
- 越公房，因为杨钧追封越恭公，号为越公房[3]

### 坊望
- 靖恭杨氏，弘农杨氏越公房杨汝士与其弟杨虞卿、杨汉公、杨鲁士定居于长安城靖恭坊，坊望号称靖恭杨氏
- 修行杨氏，弘农杨氏越公房杨发、杨假、杨收、杨严兄弟定居于长安城修行坊，坊望号称修行杨氏
- 履道杨氏，弘农杨氏越公房杨凭、杨凌、杨凝兄弟定居于洛阳城履道坊，坊望号称履道杨氏
- 新昌杨氏，弘农杨氏越公房杨于陵定居于长安城新昌坊，坊望号称新昌杨氏

## 弘农杨氏的真伪
武汉大学历史系主任唐长孺教授考证认为，北魏时期自称弘农杨氏的杨播一家虽居住在华阴县，不足以证明其出自汉代以来的高门弘农杨氏，杨播先世很可能出自东雍州的杨氏，与以武力著称的豪强“马渚诸杨”可能是同宗；弘农杨氏的杨骏、杨珧在西晋早已被贾南风诛杀绝灭，另一支杨震的嫡系后裔杨修子孙永嘉之乱后衣冠南渡，在刘宋时绝灭。北方的弘农杨氏可能是大姓，马渚诸杨也可能与弘农杨氏本是同族，真伪难辨。
根據《隋書》，隋文帝楊堅出身弘農楊氏，為楊震後代。學者王桐齡認為，楊堅家族出身武川鎮，此地向來為華夷雜處之地；此外，楊堅家族與鮮卑貴族獨孤氏、宇文氏等有聯姻關係，與傳統漢人世族習慣不同。推論楊堅可能有鮮卑血統，為漢胡混血，或是純粹的鮮卑人，偽託世族出身。陳寅恪根據楊堅之母呂苦桃出身山東寒族，不符合世族通婚慣例，認為楊堅家族並非出身弘農楊氏，而是偽託。

## 谱牒
- 《杨氏血脉谱》，二卷[7]
- 《杨氏家谱状并墓记》，一卷[8]
- 《杨氏枝分谱》，一卷[9]
- 《杨氏谱》，一卷[10]
- 《家谱》，一卷，杨侃撰[11]

## 名人
- 杨敞，西汉丞相
- 杨宝，西汉末、东汉初经学学者，“结草衔环”中“衔环”故事的主人公
- 杨震，东汉太尉，人称关西孔子
- 楊修
- 杨素，隋朝越国公，御史大夫，内史令
- 杨贵妃，唐玄宗貴妃
- 楊虞卿，唐朝政治人物
- 楊承休，唐末刑部员外郎，楊虞卿孙